# Марченковское сельское поселение
Марченковское сельское поселение — упразднённое муниципальное образование в Ольховатском районе Воронежской области.
Административный центр — село Марченковка.

## История
Законом Воронежской области от 2 октября 2013 года № 118-ОЗ, Марьевское, Марченковское и Кравцовское сельские поселения преобразованы путём объединения в Марьевское сельское поселение с административным центром в слободе Марьевка.

## Административное деление
В состав поселения входит один населенный пункт:
- село Марченковка.